# Município de Sugar Creek (condado de Stark, Ohio)
O município de Sugar Creek (em inglês: Sugar Creek Township) é um município localizado no condado de Stark no estado estadounidense de Ohio. No ano de 2010 tinha uma população de 6.546 habitantes e uma densidade populacional de 74,27 pessoas por km².

## Geografia
O município de Sugar Creek encontra-se localizado nas coordenadas 40° 41′ 30″ N, 81° 36′ 07″ O. Segundo a Departamento do Censo dos Estados Unidos, o município tem uma superfície total de 88.13 km², da qual 87,95 km² correspondem a terra firme e (0,21 %) 0,19 km² é água.

## Demografia
Segundo o censo de 2010, tinha 6.546 habitantes residindo no município de Sugar Creek. A densidade populacional era de 74,27 hab./km². Dos 6.546 habitantes, o município de Sugar Creek estava composto pelo 98,37 % brancos, o 0,29 % eram afroamericanos, o 0,08 % eram amerindios, o 0,24 % eram asiáticos, o 0,29 % eram de outras raças e o 0,73 % eram de uma mistura de raças. Do total da população o 0,6 % eram hispanos ou latinos de qualquer raça.